# Pseudaphelia apollinaris
Pseudaphelia apollinaris är en fjärilsart som beskrevs av Jean Baptiste Boisduval 1847. Pseudaphelia apollinaris ingår i släktet Pseudaphelia och familjen påfågelsspinnare. Inga underarter finns listade i Catalogue of Life.